# Morrión

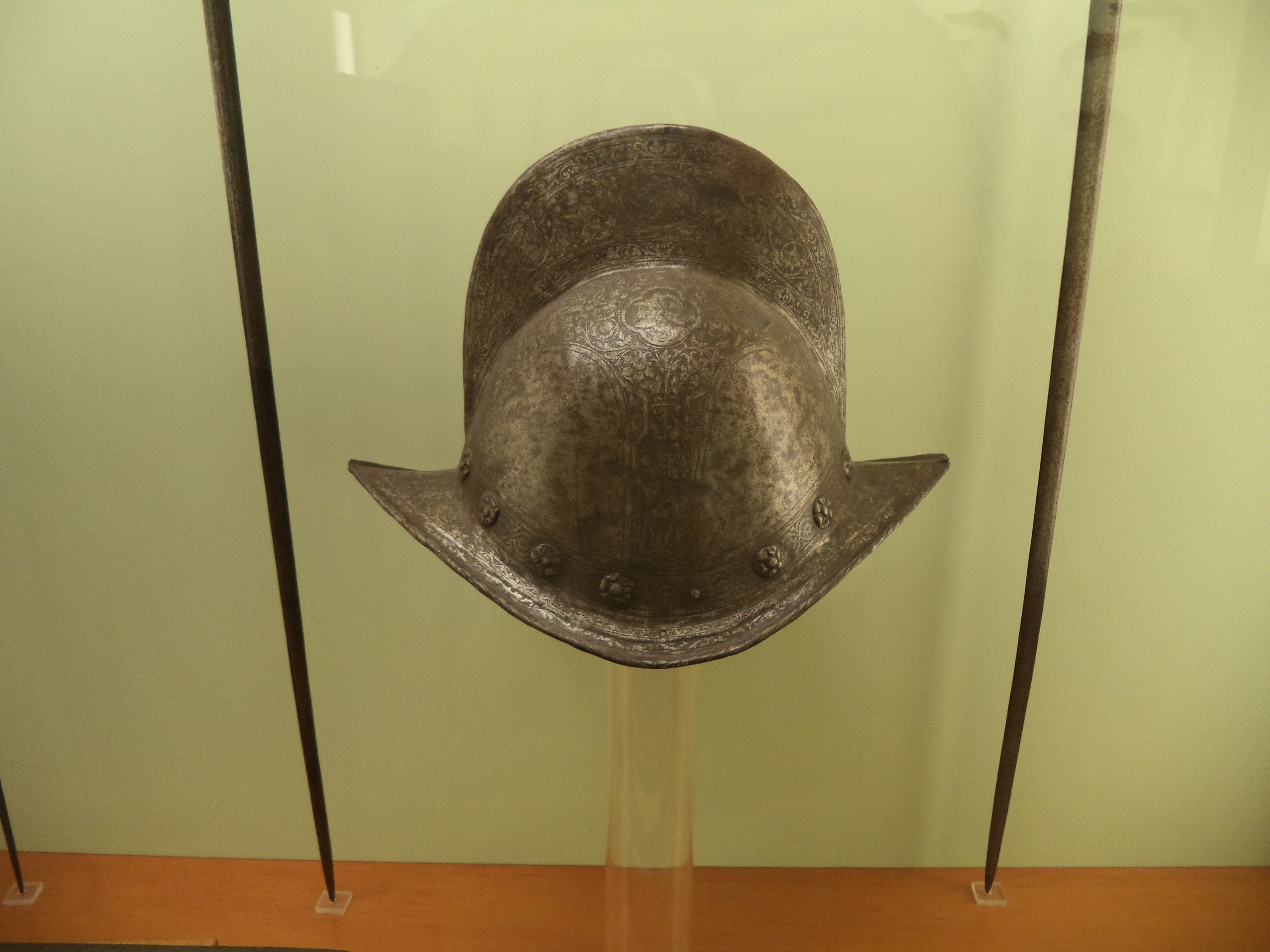
Casco con decoración de grutescos. 1575-1650. Hierro. España. Museo de Artes y Costumbres Populares, Sevilla.

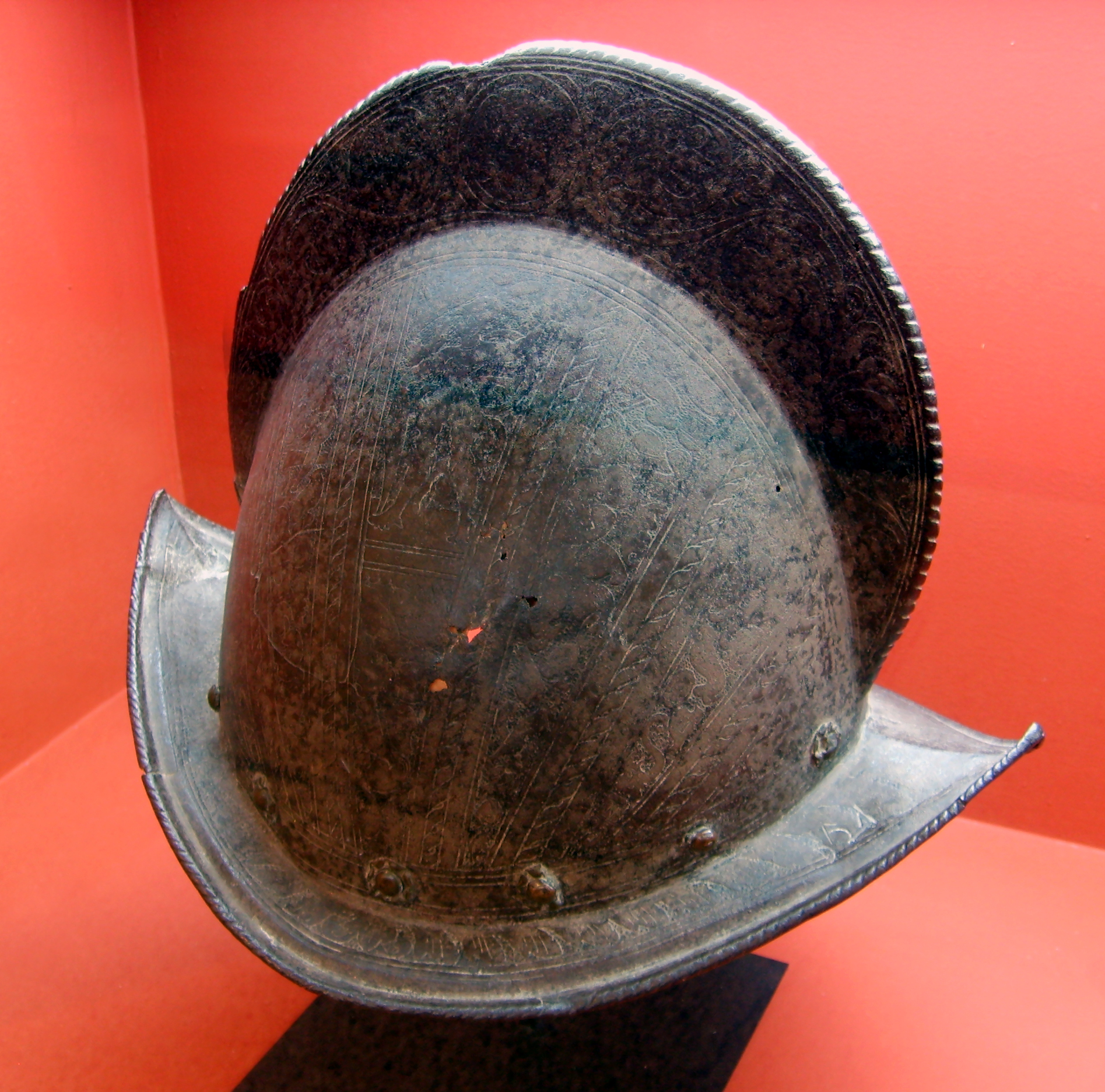
Morrión del utilizado por los conquistadores españoles, conservado en el Museo del Carmen de Maipú, Chile.

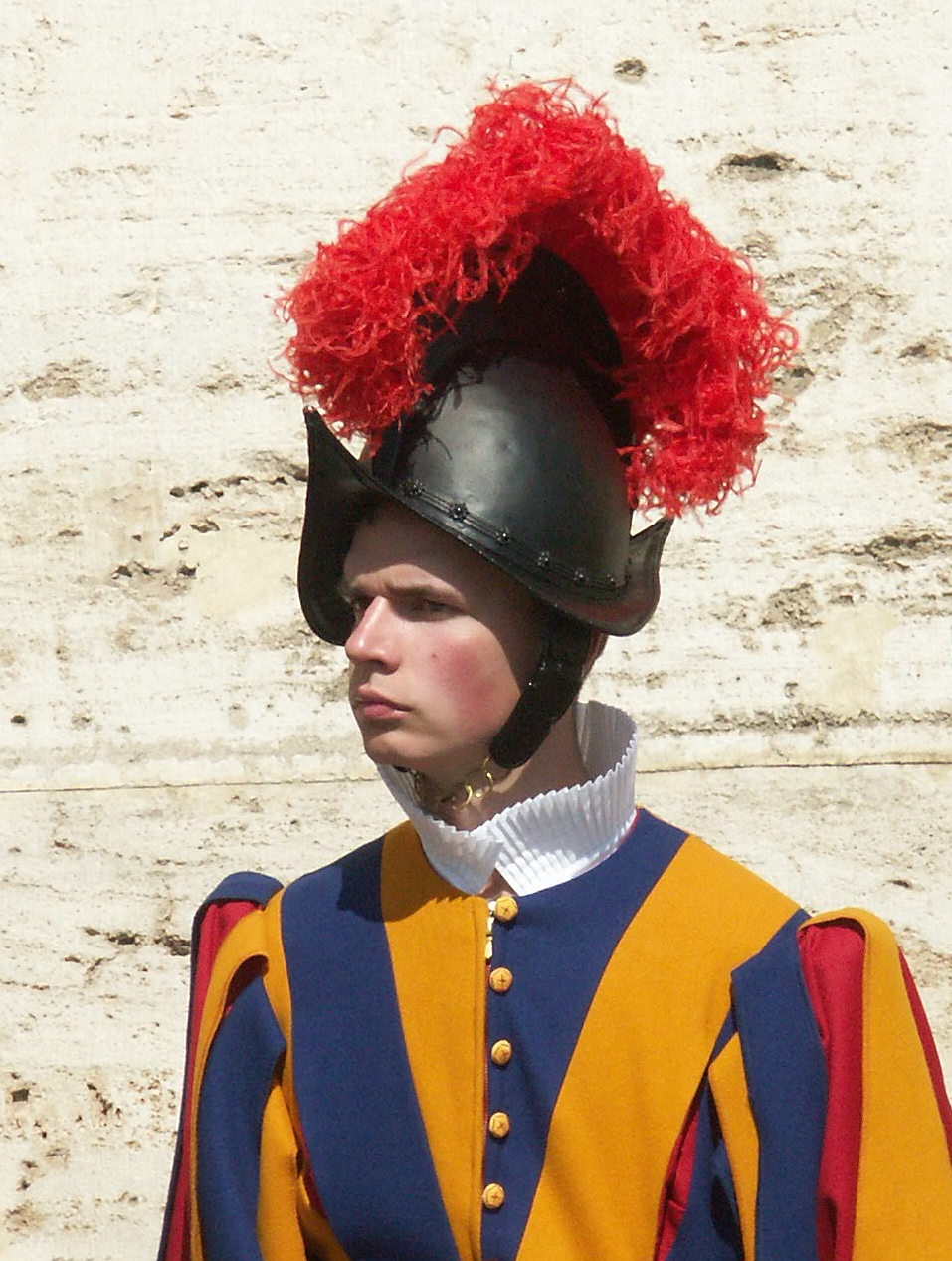
Miembro de la guardia suiza en la Ciudad del Vaticano con un morrión negro.

El morrión era un casco que apareció en reino de Castilla que cubría la cabeza de los antiguos caballeros; su forma era algo cónica y contaba de ordinario con una cresta casi cortante. También tenía ala ancha, levantada y abarquillada que terminaba en punta por delante y por detrás. En la cumbre o cimera, casi siempre curva, presentaba bien una especie de gancho, uña o botón, bien una punta afilada. Es una evolución del capacete usado en España en el siglo XV.
Aunque el morrión lo utilizaban particularmente la infantería o los peones, no por eso dejaban de llevarlo los caballeros y personajes notables a causa de ser más ligero que el yelmo y dejar el rostro descubierto para poder respirar más fácilmente.
Asociado popularmente solo a los tercios españoles del Siglo de Oro y a los conquistadores de América, el morrión era un casco en forma de media almendra para hacer resbalar los golpes, tenía en su interior un capacete de tres o cuatro correas cruzadas, que apoyaban en la cabecera, daban ventilación al casco y amortiguaban los golpes verticales. Unas alas casi horizontales contribuían a que los golpes verticales no llegaran al cogote, las orejas o la cara.

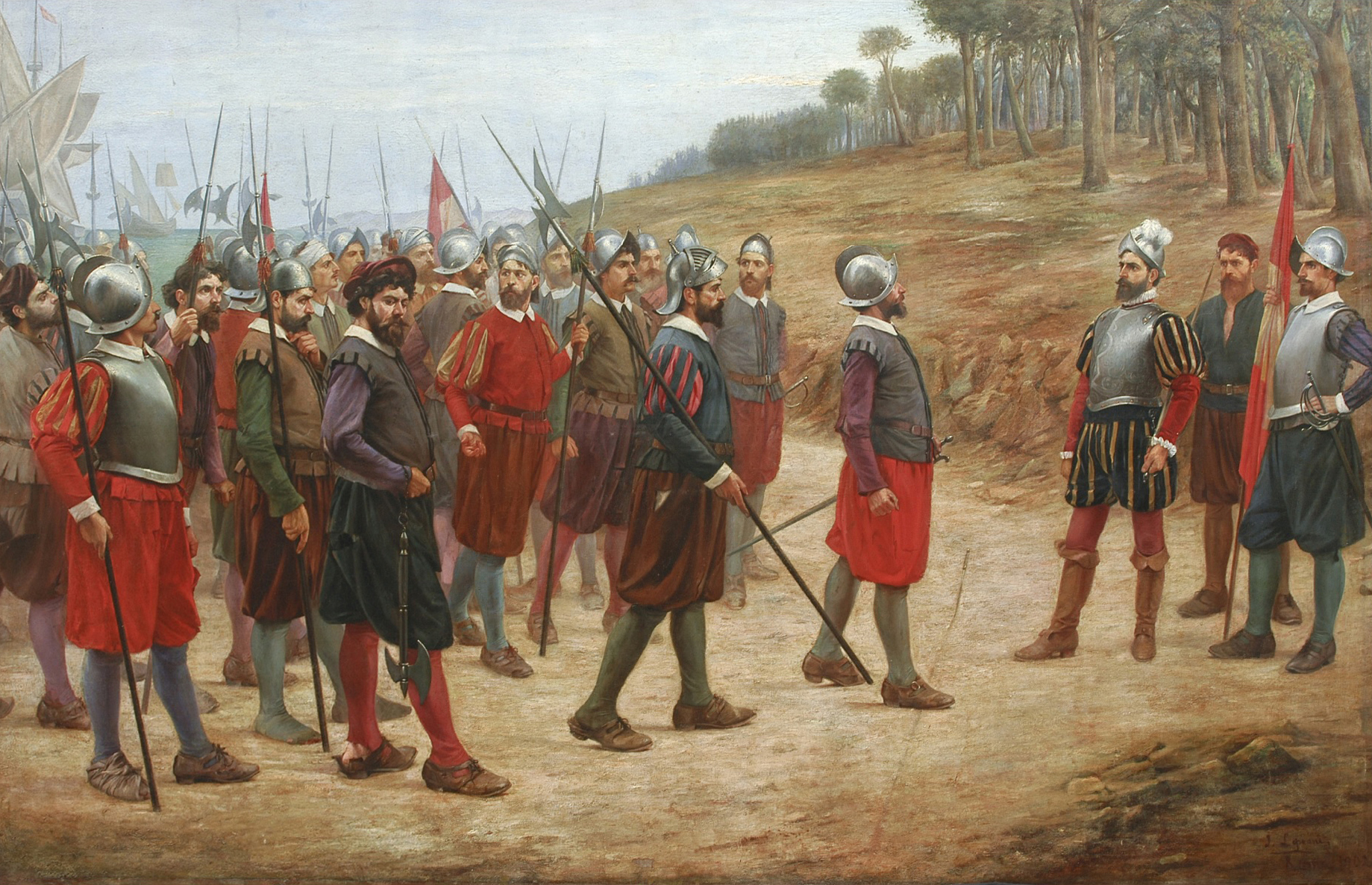
Exhibición de morriones en el óleo Los trece de la Isla del Gallo (1902), de Juan Lepiani (1864–1932).

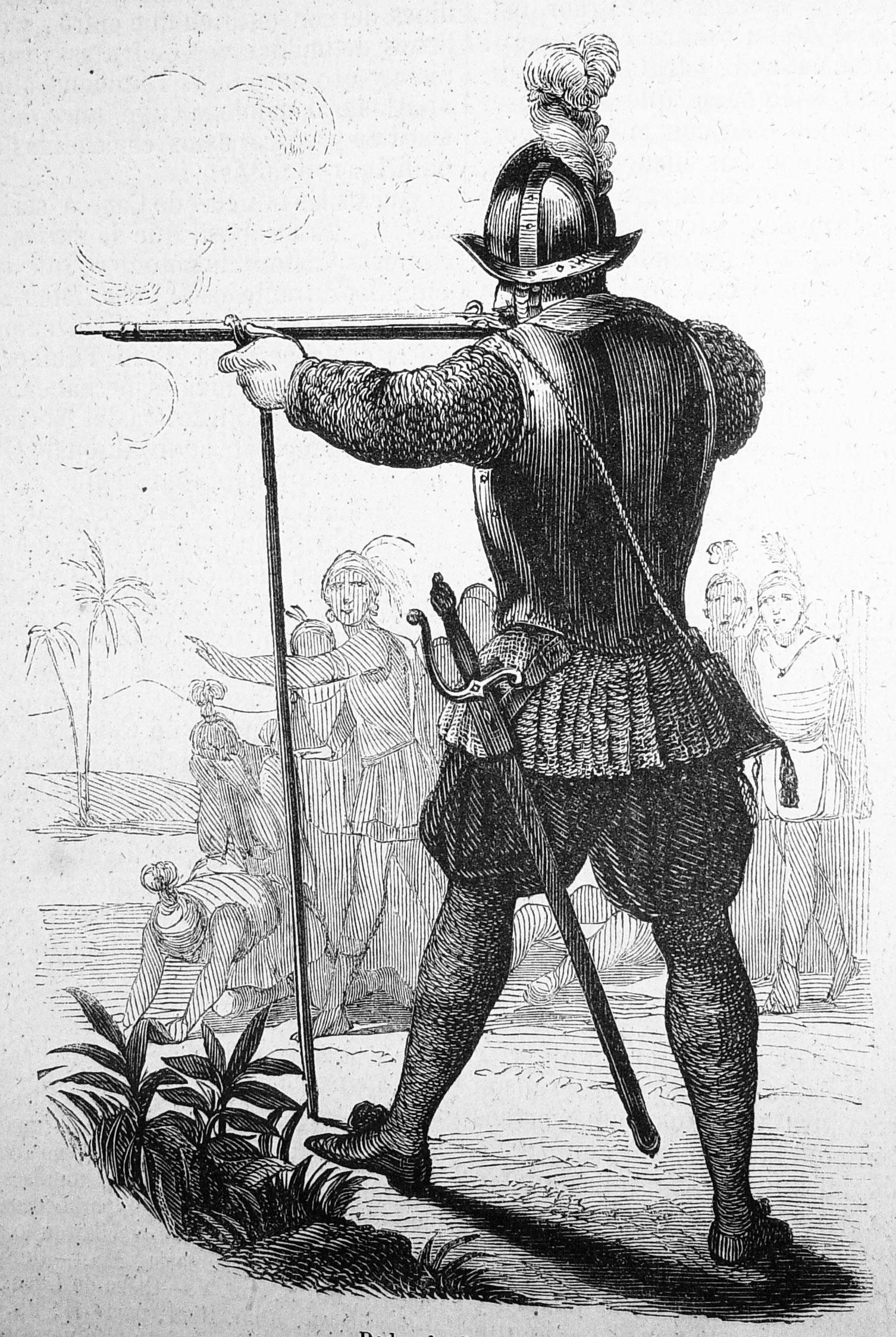
Grabado que representa a un arcabucero del durante la Conquista del Perú.

En los tercios españoles formaba parte del equipo defensivo de piqueros y arcabuceros, pero no de los mosqueteros, que lo sustituyeron por el sombrero chambergo.
El morrión también fue usado en la mayor parte de los países europeos en los siglos XVI y XVII. Actualmente solo lo emplea la Guardia Suiza del Vaticano.
Desde principios del siglo XIX, se empleaba la palabra morrión para referirse al chacó, prenda de cabeza militar cónica, sin ala y con visera, de poco más de una cuarta de alta, cuya copa constituía la truncadura del cono y era de cartón cubierto de hule o de paño con tapa de suela.